# Рапп, Адольф
Адольф Фредерик Рапп (англ. Adolph Frederick Rupp; 2 сентября 1901, Холстид, Канзас — 10 декабря 1977, Лексингтон, Кентукки) — американский баскетбольный тренер. Рапп, на протяжении более чем сорока лет тренировавший сборную Кентуккийского университета, четыре раза выигрывал с ней чемпионат NCAA, четыре раза признавался лучшим тренером года в США, а на Олимпийских играх 1948 года завоевал золотые медали со сборной США как помощник главного тренера. Член Зала славы баскетбола с 1969 года и Зала славы университетского баскетбола с 2006 года.

## Биография

### Юность и начало карьеры
Адольф Рапп вырос на ферме в Канзасе. Его отец умер, когда Адольфу было девять лет. Во время учёбы в школе Холстида Адольф дважды участвовал в составе её команды в школьном баскетбольном чемпионате штата Канзас. Во время учёбы в Канзасском университете он также выступал за сборную этого вуза, которую тренировал Фог Аллен, и в 1923 году, в последний год своей учёбы завоевал с ней звание чемпиона конференции Большой Восьмёрки (одной из ведущих конференций в университетском спорте США).
По окончании университета Рапп преподавал в средней школе Берр-Оук (Канзас), а затем во Фрипорте (Иллинойс). Во Фрипорте он тренировал местную школьную команду, под его руководством выигрывавшую 80 % своих встреч. В 1930 году он подал заявление о приёме на должность тренера в Кентуккийский университет. На вопрос о том, почему именно его должны взять на эту работу, 29-летний Рапп ответил: «Потому что я лучший баскетбольный тренер в стране». Тем не менее работу он получил и оставался на посту главного тренера университетской команды «Кентукки Уайлдкэтс» вплоть до 1972 года, когда был уволен на пенсию по достижении 70-летнего возраста.

### Тренер «Кентукки Уайлдкэтс»
В качестве тренера Рапп проявил себя как поборник жёсткой игровой дисциплины, индивидуальной защиты, позволявшей перекрывать игрокам соперника пути к кольцу, и быстрых прорывов в нападении. Он был известен способностью раскрывать местные таланты — 80 % его игроков были родом из Кентукки, — а также своей суеверностью, наиболее примечательным проявлением которой был неизменный коричневый костюм, в котором он появлялся на играх. Согласно биографам, купив однажды, ещё в годы работы во Фрипортской школе, синий костюм, Рапп проиграл первый же матч, который проводил в нём, и с тех пор ни разу не изменял коричневому цвету. Кроме того, Рапп всегда занимал одно и то же место в автобусе, постоянно носил с собой «счастливый» каштан и избегал чёрных кошек.
Под руководством Раппа «Уайлдкэтс» выиграли 82 % своих матчей и 27 раз завоёвывали титул чемпионов Юго-Восточной конференции. В 1946 году команда Кентуккийского университета выиграла Национальный пригласительный турнир, а за 11 сезонов, начиная с 1947/48, четыре раза становилась чемпионом Первого дивизиона NCAA. Все пять игроков стартовой пятёрки «Уайлдкэтс» в первом чемпионском составе — трёхкратный член символической любительской сборной США Ральф Бирд, двукратный член этой сборной Алекс Гроза, Клифф Баркер, Уо-Уо Джонс и Кенни Роллинз — завоевали золотые медали Олимпийских игр 1948 года в составе команды США. Сам Рапп был помощником главного тренера национальной сборной и впервые в истории американского баскетбола привлёк в неё чернокожего баскетболиста — Дона Барксдейла.
После того как «Уайлдкэтс» в третий раз за четыре года стали чемпионами NCAA в 1951 году благодаря усилиям центрового Билла Спайви, команда оказалась вовлечена в скандал вокруг подтасовки результатов игр в студенческом баскетболе. Ходя Рапп поначалу заявлял, что его игроки не имели никаких дел с букмекерами, позже выяснилось, что сразу пять баскетболистов Кентуккийского университета, включая Бирда и Грозу, участвовали в организации договорного матча в 1948 году. В результате в сезоне NCAA 1952/53 «Уайлдкэтс» не участвовали из-за дисквалификации. Вернувшись на площадку, команда Раппа провела сезон без единого поражения, одержав 25 побед, но поскольку трое из её игроков не были допущены NCAA к участию в финальном турнире, отказалась от участия в нём. В 1958 году «Уайлдкэтс», основной силой которых в тот год были Вернон Хаттон, Адриан Смит и Джонни Кокс, завоевали четвёртый за карьеру Раппа титул чемпионов NCAA.
Ещё раз кентуккийская команда побывала в финале чемпионата NCAA через восемь лет, в 1966 году, но «коротышки Раппа» (в стартовой пятёрке в тот год не было никого выше 196 см) проиграли решающую игру команде «УТЭП Майнерс» Техасского западного колледжа Университета Техаса. Эта игра в глазах публики была символичной, поскольку в то время как вся стартовая пятёрка техасской команды была негритянской, в составе «Уайлдкэтс» не было ни одного цветного игрока. Исторически в Кентуккийском университете не было чернокожих студентов, и он стал одним из последних вузов в стране, отменивших расовую сегрегацию. Несмотря на то, что Рапп тренировал чернокожего баскетболиста ещё будучи школьным тренером, а позже включил Барксдейла в национальную сборную, в глазах борцов за гражданские права он был защитником расистских порядков. Ему вменяли в вину то, что он в 1960 году не настоял на приёме в университет Конни Хокинса — лучшего игрока в школьном баскетболе США, поскольку тот был чернокожим. Во время матча с «УТЭП Майнерс» он по слухам назвал игроков команды соперников «черномазыми» (англ. coons), а в конце игры не пожал никому из них руки. Тем не менее поражение от техасской команды стало поворотным для расовой политики Кентуккийского университета, и в начале 1970-х годов в её сборной, которую всё ещё возглавлял Рапп, наконец появился первый негр — Том Пейн. События финального матча 1966 года были показаны в художественном фильме 2006 года «Дорога к славе» (в российском прокате - «Игра по чужим правилам»), в котором роль Раппа сыграл Джон Войт.

### Завершение карьеры
В сезоне 1967/68 Рапп, одержав свою 772-ю победу с «Уайлдкэтс», обошёл своего бывшего наставника Фога Аллена в качестве вузовского баскетбольного тренера с наибольшим количеством побед. К концу своей тренерской карьеры он одержал 876 побед — рекорд, превзойдённый лишь в 1997 году Дином Смитом. Ещё один рекорд, установленный Раппом и «Уайлдкэтс» — 129 побед подряд на домашней площадке. За свои годы с «Уайлдкэтс» он четыре раза признавался лучшим тренером года в США и семь раз — лучшим тренером Юго-Восточной Конференции. 23 его воспитанника в общей сложности 35 раз избирались в символическую любительскую сборную США, 31 выпускник его команды играл в профессиональных баскетбольных клубах.
С 1931 года Рапп был женат на Эстер Смит, родившей ему одного сына — тоже Адольфа Фредерика. По завершении тренерской карьеры он занимал посты президента клуба АБЛ «Мемфис Тамс» и вице-председателя совета директоров клуба «Кентукки Колонелс», также игравшего в АБЛ. Он умер в Лексингтоне в конце 1977 года от осложнений после ракового заболевания в возрасте 76 лет.

## Признание заслуг
Ещё до окончания карьеры, в 1969 году, Рапп, прозванный «Баскетбольным бароном» и «Бароном блюграсса» (по названию региона, в котором расположен штат Кентукки), стал членом Зала славы баскетбола. В 1964 году он был выбран в Зал спортивной славы Кентукки, в 1973 году — в Зал спортивной славы Канзаса, а в 2006 году стал одним из первых членов Национального зала славы университетского баскетбола. В его честь названы приз лучшему баскетболисту Первого дивизиона NCAA, спортивная арена в Кентукки и ежегодный пригласительный баскетбольный турнир в его родном Холстиде (Канзас).